# Zilog eZ80
Lo ZiLOG eZ80 è un microprocessore ad 8 bit prodotto da ZiLOG e sviluppato essenzialmente come aggiornamento del suo predecessore Z80.
L'eZ80 (come lo Z380) è compatibile a livello di codice con lo Z80 e con lo Z180 ma risulta, a parità di clock, mediamente circa 4 volte più veloce dell'originale Z80, anche se con alcune applicazioni ottiene risultati ancora migliori (le addizioni a 16 bit sono 11 volte più veloci rispetto allo Z80): questo è reso possibile dall'adozione di una unità aritmetica e logica (ALU, Arithmetic Logic Unit) a 24 bit e dalla possibilità di eseguire molte istruzioni in sovrapposizione (tecnica chiamata pipeline).
L'eZ80 è disponibile con velocità fino a 50 MHz ed è capace di indirizzare direttamente fino a 16 MB di memoria senza l'utilizzo di un'unità di gestione della memoria (MMU, Memory Management Unit) esterna grazie all'estensione di molti dei suoi registri (HL, BC, DE, IX, IY, SP e PC) da 16 a 24 bit.
A differenza dei suoi predecessori Z280 e Z380, l'eZ80 non necessita di una memoria cache interna ma è progettato per poter utilizzare direttamente una ben più veloce SRAM esterna come memoria principale (questa scelta è stata resa possibile dal diminuito costo delle SRAM nel corso degli anni). Inoltre l'eZ80 non utilizza la tecnica della multiplazione per il bus, con il vantaggio che l'interfacciamento con questa CPU risulta più semplice e con la possibilità di avere tempi di esecuzione delle istruzioni esattamente prevedibili.
Il processore ha un'interfaccia per la memoria simile a quella del primo Z80, inclusi i pin per la gestione del bus, ed integra quattro chip selettori integrati. Ne esistono versioni con integrata sul chip anche una memoria flash (fino a 256 KB) e una SRAM a zero stati d'attesa (fino a 16 KB), ferma restando la presenza dei bus esterni su tutti i modelli. Il processore supporta uno stack TCP/IP ed un sistema operativo basato su Xinu, così come un kernel sistema real-time.

## Varianti
- eZ80 Acclaim: famiglia di circuiti integrati specifici per applicazioni offerti con fino a 128 KB di memoria Flash, fino a 8 KB di memoria SRAM e possono operare fino a 20 MHz di clock;
- eZ80 Acclaim Plus!: rispetto alla linea Acclaim, questi circuiti integrati offrono fino a 256 KB di memoria Flash, 16 KB di memoria SRAM e possono operare fino a 50 MHz di clock. Offrono inoltre uno stack TCP/IP ed un MAC Ethernet 10/100BaseT.